# 沼影
沼影（ぬまかげ）は、埼玉県さいたま市南区の町名。現行行政地名は沼影一丁目から沼影三丁目。住居表示実施地区。郵便番号は336-0027。さいたま市の副都心である武蔵浦和駅周辺の再開発によって超高層マンションが林立し、人口が急増している。

## 地理
さいたま市南区西部の沖積平野に位置し、区役所や超高層マンションが林立するさいたま市の副都心の一つである武蔵浦和エリアを形成している。またロッテ浦和工場やロッテ浦和球場、沼影市民プールなど、駅の至近に商業・業務施設など様々な施設が立地する。北部を大谷場高木線（通称は「田島通り」で、沼影交差点以東は埼玉県道213号曲本さいたま線の一部）が東西に貫いている。

### 河川
- 田島排水路 - 別所排水路の支流
- 沼影排水路 - 同上

## 歴史
中世には沼影、内谷、松本、曲本と戸田市北部は鶴岡八幡宮の所領である佐々目郷であった。近世には笹目郷となる。
江戸期は武蔵国足立郡笹目領に属する沼影村であった。『新編武蔵風土記稿』では戸数35。
- 発足時は幕府領、正保年間（1645年〜1648年）より知行は一時的に旗本宮崎氏となる[5]。
- 幕末時点では足立郡沼影村であった。明治初年の『旧高旧領取調帳』の記載によると、代官大竹左馬太郎支配所が管轄する幕府領であった[7]。
- 1868年（慶応4年）6月19日 - 武蔵知県事・山田政則（忍藩士）の管轄となる。
- 1869年（明治2年） 
  - 1月13日 - 武蔵知県事・宮原忠英の管轄区域に大宮県を設置。県庁は東京府馬喰町に置かれる。
  - 9月29日 - 県庁が浦和に置かれ浦和県に改称。
- 1871年（明治4年）11月13日 - 第1次府県統合により埼玉県の管轄となる。
- 1879年（明治12年）3月17日 - 郡区町村編制法により成立した北足立郡に属す。郡役所は浦和宿に設置。
- 1889年（明治22年）4月1日 - 町村制により「沼影村」が周辺の白幡、辻、根岸、文蔵、別所の村々が合併し、六辻村が成立[8]。六辻村の大字沼影となる[5]。
- 1938年（昭和13年）7月1日 - 六辻村が町制施行し、六辻町になる[9]。六辻町の大字となる。
- 1942年（昭和17年）4月1日 - 六辻町が浦和市に編入合併され[9]、浦和市の大字となる。
- 1966年（昭和41年） - 大字沼影の一部が大字白幡へ編入される[5]。
- 1976年（昭和51年） - 耕地整理完了により大字沼影の一部が西浦和三丁目の一部となり[5]、残りの部分が沼影一丁目〜三丁目（三丁目が今のロッテ工場がある1番地を含まず。1番地は二丁目にあった）となる。これは住居表示とは別の町名変更である。これにより大字沼影は消滅する[5]。なお、西浦和という新しい地名は二年後に変更される。
- 1978年（昭和53年）7月1日 - 住居表示実施により（旧）沼影一丁目〜三丁目、西浦和三丁目の一部（現在の曲本四丁目・五丁目あたり）、大字田島の一部から新たに沼影一丁目〜三丁目が成立[5][10]。
- 1998年（平成10年）ラムザタワーが完成[11]。
- 2001年（平成13年）5月1日 - 浦和市が与野市、大宮市と合併しさいたま市となり、さいたま市の町丁となる。
- 2003年（平成15年）4月1日 - さいたま市が政令指定都市に移行し、さいたま市南区の町丁となる。

## 世帯数と人口
2017年（平成29年）9月1日現在の世帯数と人口は以下の通りである。
| 丁目       | 世帯数    | 人口    |
| ---------- | --------- | ------- |
| 沼影一丁目 | 3,268世帯 | 7,969人 |
| 沼影二丁目 | 721世帯   | 1,849人 |
| 計         | 3,989世帯 | 9,818人 |

## 小・中学校の学区
市立小・中学校に通う場合、学区（校区）は以下の通りとなる。
| 丁目       | 番地                       | 小学校                     | 中学校                 |
| ---------- | -------------------------- | -------------------------- | ---------------------- |
| 沼影一丁目 | 8番〜8番20号 8番23号〜10番 | さいたま市立浦和大里小学校 | さいたま市立内谷中学校 |
| 沼影一丁目 | 11〜14番                   | さいたま市立浦和別所小学校 | さいたま市立内谷中学校 |
| 沼影一丁目 | その他                     | さいたま市立沼影小学校     | さいたま市立内谷中学校 |
| 沼影二丁目 | 全域                       | さいたま市立沼影小学校     | さいたま市立内谷中学校 |
| 沼影三丁目 | 全域                       | さいたま市立沼影小学校     | さいたま市立内谷中学校 |

## 交通

### 鉄道
- 東日本旅客鉄道（JR東日本）埼京線・武蔵野線武蔵浦和駅の西口が町内にあるが、駅の大部分は別所にある。また、線路は町内を通っていない。

### 道路
- 埼玉県道213号曲本さいたま線
- 大谷場高木線（田島通り）
- 沼影通り[13]

## 地域

### 公園・緑地
- かんのん児童遊園（一丁目）
- 沼影一丁目公園（一丁目）
- 沼影一丁目第二公園（一丁目）
- 沼影二丁目公園（二丁目）
- ロッテ浦和球場（三丁目）

### 施設
武蔵浦和駅前に位置することもあり、数多くの商業施設が立地する。三丁目はほぼロッテの関連施設となっている。
一丁目
- ラムザタワー
  - 全国生活協同組合連合会
  - 埼玉県警察犯罪被害者相談センター
  - 埼玉りそな銀行武蔵浦和支店
- プラウドタワー武蔵浦和テラス
- プラウドタワー武蔵浦和ガーデン
- 武蔵浦和SKY&GARDEN
- 武蔵浦和ラーメンアカデミー
- 群馬銀行武蔵浦和支店
- 沼影自治会館
- 沼影観音堂 - 足立坂東三十三観音霊場の一つ。
- 三峰神社

二丁目
- 沼影市民プール・沼影公園
- さいたま市立沼影小学校
- さいたま県土整備事務所

三丁目
- ロッテ浦和工場